# 前169年
| 千纪： | 前1千纪 |
| 世纪： | 前3世纪 \| 前2世纪 \| 前1世纪                                                                                         |
| 年代： | 前190年代 \| 前180年代 \| 前170年代 \| 前160年代 \| 前150年代 \| 前140年代 \| 前130年代                               |
| 年份： | 前174年 \| 前173年 \| 前172年 \| 前171年 \| 前170年 \| 前169年 \| 前168年 \| 前167年 \| 前166年 \| 前165年 \| 前164年 |
| 纪年： | 西汉汉文帝前元十一年                                                                                                  |

## 大事记
- 第三次馬其頓戰爭：羅馬共和國執政官昆圖斯·馬爾基烏斯·菲利普斯（Quintus Marcius Phillipus）率軍穿過奧林匹斯山成功進入馬其頓王國境內。

## 逝世
- 周勃-西汉将领，丞相。